# Jogo eletrônico de tiro

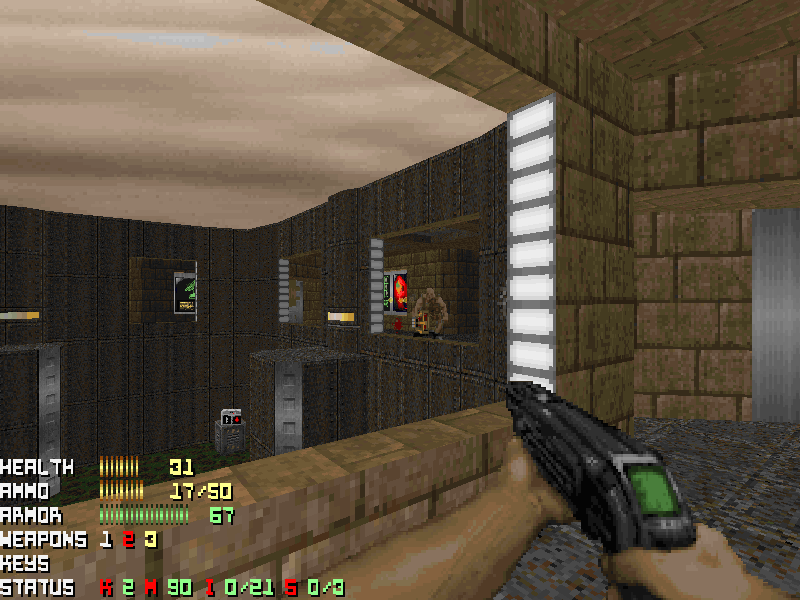
Captura de tela FeedomC

Jogo eletrônico de tiro (ou shooter em inglês) é um subgênero de jogos de ação, os quais se dispõe com sua principal mecânica de usar projéteis para eliminar inimigos. Testando a velocidade e tempo de reação do jogador, normalmente o objetivo de um jogo de tiro é atirar nos oponentes e passar pelas missões sem que o jogador morra. É uma categoria bastante popular e clássica na história dos jogos, com diversos subgêneros.

## História
As origens do conceito de um shoot 'em up (conhecido no Brasil como "Jogos de Navezinhas") provavelmente datam do seminal Spacewar!, reconhecido como um dos primeiros videogames da história. Entretanto, foi com Space Invaders, de 1978, que o gênero realmente se tornou imensamente popular. Os princípios de um shoot 'em up já existiam em Space Invaders: atirar, destruir e desviar de tiros. Asteroids foi outro exemplo de shoot 'em up seminal extremamente popular, que proporcionava um nível de tensão incomum para um game da época. Asteroids exigia movimentos rápidos, reação rápida e reflexo, habilidades que frequentemente são requeridas em shoot 'em ups.

## Características
Ha vários critérios para determinar um tipo de shooter. A seguir é listada as principais características. Com base nelas, é possível classificar praticamente todos os jogos de tiro desenvolvidos até à data:

### Perspectiva
O jogador pode ver os disparos em primeira pessoa (first person shooter) ou por de uma câmera que segue o personagem a partir de uma distância e elevação (terceira pessoa/thrid person shooter). É também possível (embora rara no gênero) encontrar jogos que têm uma câmara fixa.

### Realismo
Os jogos que fazem uso de elementos "realistas", como armas que existem na realidade ou uma simulação de danos ao personagem, são frequentemente chamados de jogos de tiro táticos. aqueles que permitem mais liberdade sobre cenários, objetos ou a física do jogo são conhecidos como jogos de tiro arcade. não há uma distinção clara entre os dois tipos, sendo a maioria dos shooters uma mistura entre ambos.

### Número de personagens
Enquanto na maioria desses jogos controlamos um único personagem, alguns oferecem a oportunidade de controlar um grupo de personagens; geralmente comandando um e dando ordens aos outros. Os jogos em que um grupo de personagens ajudam ao principal, mas eles não são gerenciáveis, não são considerados jogos de grupo.

### Multijogador
Esta é uma característica recorrente a partir dos anos 2000 que fazem este tipo de jogos mais populares. Se o atirador faz uso de internet, podem ser categorizados em uma série de divisões: jogos da equipe são aqueles em que cada jogador é atribuído a uma equipa de vários (dois ou mais) para alcançar um objetivo. Para isso, os jogadores participam de uma mesma equipe, mas cada um tem sua pontuação. Jogos cooperativos têm muitos jogadores que jogam em companhia para alcançar os objetivos e pontuação juntos. Em jogos individuais, todos os jogadores competem uns contra os outros. Alguns jogos permitem que você escolha o modo de jogo que você quer jogar entre estes três tipos.

### Temática
Assim como todo jogo eletrônico, as temáticas podem ser muito variadas dentro do mesmo estilo de jogo. Sendo que as mecânicas de interação de um jogo costumam complementar seus temas e abordagem. Um jogo de tiro pode estar focado em infiltração e invasão ao em vez da ação. Outros podem ter elementos de horror como F.E.A.R..

## Subgêneros

### Tiro em primeira pessoa
Tiro em primeira pessoa (FPS: First Person Shooter) é o gênero em que se vê do ponto de vista do personagem (ou seja, aparecem as mãos do personagem empunhando sua arma). Alguns dos jogos conhecidos:
- Doom, Halo, Quake, Destiny, Combat Arms, Sudden Attack, Point Blank, James Bond 007, Delta Force, Shadow Warrior, Blood, Duke Nukem 3D, Half-Life, Counter-Strike, Powerslave, Far Cry, Shogo: Mobile Armor Division, Postal, Dead Island, Operation Flashpoint, Rainbow Six, Brothers in Arms, Wolfenstein, Killing Floor, Fallout, Deus Ex, Battlefield, Warface, Medal of Honor, Call of Duty e Modern Combat.

### Tiro em terceira pessoa
Tiro em terceira pessoa (TPS: Third Person Shooter) é o gênero em que se vê o personagem por trás. Jogos conhecidos:
- Tomb Raider, Max Payne, Mass Effect,Gears of War, Metal Gear, Tom Clancy's The Division, Hitman, Syphon Filter, Sniper Elite, SOCOM e 007: Blood Stone.

### Tiro tático
Jogos de tiro tático são jogos que geralmente simulam conflitos realísticos em esquadrão ou mano-a-mano. Exemplos notáveis do gênero incluem Tom Clancy's Rainbow Six e Ghost Recon da Ubisoft e Operation Flashpoint da Bohemia Software.

### Shoot 'em up
Shoot 'em up ("atire neles"; por vezes contraído em shmup) é o gênero em que se controla pouco o personagem – geralmente uma espaçonave – e tem-se que destruir todos os elementos da tela. Foi extremamente popular ao longo dos anos 1980, considerada a Era de Ouro para os arcades, tornando-se então cada vez mais restrito a um status cult a partir da segunda metade da década de 1990.[carece de fontes?] O gênero permanece vivo primariamente no Japão, e também através de desenvolvedores independentes de games (indies). Jogos notáveis:
- Space Invaders, Raiden, Robotron, Gradius e Touhou Project, série recente que demonstra a popularidade atual dos shmups de produção independente.

### Rail shooter
Rail shooter (atirador em trilho) é o jogo em que apenas tem de se direcionar aonde se atira: o movimento se faz sozinho como se segui-se um trilho. Jogos notáveis:
- Starblade (3DO), Burning Soldier (3DO), Virtua Cop, The House of the Dead, Dead Space: Extraction e Resident Evil: Darkside Chronicles[1] (Wii)

### Plataforma, correr e atirar
Há também jogos que combinam elementos plataforma com os multiplos tiros que cobrem a tela dos antigos jogos de navezinhas, apelidado em inglês de Run and Gun, geralmente de progressão horizontal da esquerda para a direita (também vulgarmente chamado side-scrolling). Jogos notáveis:
- Contra, Gunstar Heroes, Metal Slug, Mega Man e Cuphead.